# Eidhea
Eidhea – sześcioznak używany w języku irlandzkim między głoską miękką a twardą. Oznacza dyftong [əi̯].
Przykłady:
- eidheann "bluszcz";
- feidheartha "bez pensa".